# Олівер Елсворт
Олівер Елсворт (англ. Oliver Ellsworth; 1745-1807). Походив із заможної конектикутської родини. Закінчив Коледж Нью-Джерсі, вчителював у школі і був священиком, потім адвокатував. Незабаром зажив слави одного з найкращих адвокатів Конектикуту. Обирався делегатом Континентального конгресу і Філадельфійського конвенту. На конвенті відіграв важливу роль і був одним з авторів Великого компромісу. Як сенатор США був автором Закону про судоустрій 1789 року. В 1796 році призначений головою Верховного суду США.